# Olympische Sommerspiele 1956/Hockey
Bei den XVI. Olympischen Spielen 1956 in Melbourne wurde ein Wettbewerb im Hockey (Herren) ausgetragen. Die Spiele fanden auf dem im Olympia Park gelegenen Hockey Field mit 1048 Sitz- und 20000 Stehplätzen statt, die Halbfinale und die Medaillenspiele im olympischen Hauptstadion, dem Melbourne Cricket Ground.

## Turniermodus
Ursprünglich hatten 13 Nationen gemeldet, doch die Niederlande boykottierten die Spiele in Melbourne und sagten kurzfristig ab. Erstmals bei einem olympischen Hockeyturnier dabei waren Australien, Kenia, Malaya (das 1963 in Malaysia aufging), Neuseeland und Singapur.
Die 12 Teilnehmer spielten in 3 Gruppen (in Klammern das Ranking, das der Gruppeneinteilung zugrunde gelegt wurde):
- Gruppe A: Indien (1), Singapur (10), Afghanistan (11), USA (12)
- Gruppe B: Großbritannien (2), Australien (7), Malaya (8), Kenia (9)
- Gruppe C: Pakistan (3), Deutschland (4), Belgien (5), Neuseeland (6)

Die Ersten der Gruppe A und B, sowie der Erste und Zweite der Gruppe C qualifizierten sich für das Halbfinale, deswegen wurde die Gruppe C stärker besetzt.
Die Sieger der Halbfinals spielten um Gold, die Verlierer um Bronze. Die weiteren Platzierungen wurden in zwei Gruppen um die Plätze 5–8 und 9–12 ausgespielt. Diese Spiele sind im offiziellen IOC-Bericht wie in früheren Berichten nicht aufgeführt.

## Deutsche Mannschaft
Das damals geteilte Deutschland trat erstmals mit einer gemeinsamen Olympiamannschaft an, daher mussten sich der Deutsche Hockey-Bund (DHB) der Bundesrepublik und die Sektion Hockey der DDR über die Hockeymannschaft einigen. Beide Verbände verständigten sich am 7. Juli 1956 in Ost-Berlin darauf, die Mannschaft des DHB vorzuschlagen. In dem abschließenden Kommunique heißt es:

„In einer sachlichen und freundschaftlichen Aussprache wurde die gegenwärtige Situation des deutschen Hockeysportes erörtert. Die Beteiligten gingen dabei von dem Beschluss der beiden deutschen Nationalen Olympischen Komitees vom 18.3.1956 aus, der besagt, dass bei der Entsendung einer gesamtdeutschen Mannschaft nach Melbourne im Vordergrund das Leistungsprinzip und die Aussichten auf den Gewinn einer Medaille beachtet werden sollen. Trotz gewisser Bedenken, die die Vertreter der Sektion Hockey der Deutschen Demokratischen Republik im Hinblick auf die schwere Aufgabe der deutschen Hockeyauswahl infolge der Gruppeneinteilung des olympischen Turniers vorbrachten, sind durchaus Chancen für den Gewinn einer Medaille vorhanden.“

Mit dem Gewinn der Bronzemedaille sollten sich diese Hoffnungen erfüllen.

## Gruppe A
| Indien gewann alle drei Gruppenspiele ohne Gegentore und zog ins Halbfinale ein. |       |                        |            |  |
| 26. November                                                                     | 11:30 | Singapur – USA         | 6:1 (3:1)  |  |
| 26. November                                                                     | 14:30 | Indien – Afghanistan   | 14:0 (3:0) |  |
| 28. November                                                                     | 11:30 | Singapur – Afghanistan | 5:0 (4:0)  |  |
|                                                                                  | 14:30 | Indien – USA           | 16:0 (6:0) |  |
| 30. November                                                                     | 11:30 | Indien – Singapur      | 6:0 (3:0)  |  |
|                                                                                  | 14:30 | Afghanistan – USA      | 5:1 (2:1)  |  |

| Tabelle Gruppe A | Tabelle Gruppe A | Tabelle Gruppe A | Tabelle Gruppe A | Tabelle Gruppe A |
| Platz            | Team             | Spiele           | Tore             | Punkte           |
| ---------------- | ---------------- | ---------------- | ---------------- | ---------------- |
| 1.               | Indien           | 3                | 36:0             | 6                |
| 2.               | Singapur         | 3                | 11:07            | 4                |
| 3.               | Afghanistan      | 3                | 05:20            | 2                |
| 4.               | USA              | 3                | 02:27            | 0                |

## Gruppe B
| Um den Sieger der Gruppe B zu ermitteln, wurde ein Entscheidungsspiel angesetzt. Daraus wird ersichtlich, dass für die Tabellenreihenfolge nur die Punkte zählten! |       |                             |           |              |
| 23. November | 11:30 | Großbritannien – Malaya     | 2:2 (1:1) |              |
| | 14:30 | Australien – Kenia          | 2:0 (1:0) |              |
| 24. November | 16:00 | Großbritannien – Kenia      | 1:1 (1:1) |              |
| 26. November | 16:00 | Australien – Malaya         | 3:2 (2:1) |              |
| 28. November | 16:00 | Malaya – Kenia              | 1:1 (0:1) |              |
| 30. November | 16:00 | Großbritannien – Australien | 2:1 (1:0) |              |
| |       |                             |           |              |
| 1. Dezember | 14:00 | Großbritannien – Australien | 1:0 (0:0) | um Platz 1 B |

| Tabelle Gruppe B | Tabelle Gruppe B | Tabelle Gruppe B | Tabelle Gruppe B | Tabelle Gruppe B |
| Platz            | Team             | Spiele           | Tore             | Punkte           |
| ---------------- | ---------------- | ---------------- | ---------------- | ---------------- |
| 1.               | Großbritannien   | 3                | 5:4              | 4                |
| 1.               | Australien       | 3                | 6:4              | 4                |
| 3.               | Malaya           | 3                | 5:6              | 2                |
| 3.               | Kenia            | 3                | 2:4              | 2                |

## Gruppe C
| Pakistan und Deutschland qualifizierten sich für das Halbfinale. |       |                          |           |  |
| 23. November                                                     | 16:00 | Pakistan – Belgien       | 2:0 (1:0) |  |
| 24. November                                                     | 14:30 | Deutschland – Neuseeland | 5:4 (3:3) |  |
| 27. November                                                     | 14:30 | Pakistan – Neuseeland    | 5:1 (2:0) |  |
|                                                                  | 16:00 | Deutschland – Belgien    | 0:0       |  |
| 29. November                                                     | 14:30 | Deutschland – Pakistan   | 0:0       |  |
|                                                                  | 16:00 | Neuseeland – Belgien     | 3:0 (1:0) |  |

| Tabelle Gruppe C | Tabelle Gruppe C | Tabelle Gruppe C | Tabelle Gruppe C | Tabelle Gruppe C |
| Platz            | Team             | Spiele           | Tore             | Punkte           |
| ---------------- | ---------------- | ---------------- | ---------------- | ---------------- |
| 1.               | Pakistan         | 3                | 7:01             | 5                |
| 2.               | Deutschland      | 3                | 5:04             | 4                |
| 3.               | Neuseeland       | 3                | 8:10             | 2                |
| 4.               | Belgien          | 3                | 0:05             | 1                |

## Platzierung 9 – 12
| Um die Plätze 9 bis 12 spielten die Dritten und Vierten der Gruppen A und B. Nach welchen Kriterien die USA in der endgültigen Rangliste vor Afghanistan eingestuft wurden, ist nicht bekannt. |  |                      |     |  |
| 3. Dezember |  | Kenia – USA          | 3:0 |  |
| |  | Malaya – Afghanistan | 8:0 |  |
| 5. Dezember |  | Malaya – USA         | 3:0 |  |
| |  | Kenia – Afghanistan  | 9:0 |  |
| 6. Dezember |  | Malaya – Kenia       | 3:2 |  |
| |  | USA – Afghanistan    | 1:1 |  |

| Tabelle Platzierung 9 – 12 | Tabelle Platzierung 9 – 12 | Tabelle Platzierung 9 – 12 | Tabelle Platzierung 9 – 12 | Tabelle Platzierung 9 – 12 |
| Platz                      | Team                       | Spiele                     | Tore                       | Punkte                     |
| -------------------------- | -------------------------- | -------------------------- | -------------------------- | -------------------------- |
| 1.                         | Malaya                     | 3                          | 14:02                      | 6                          |
| 2.                         | Kenia                      | 3                          | 14:03                      | 4                          |
| 3.                         | USA                        | 3                          | 01:07                      | 1                          |
| 3.                         | Afghanistan                | 3                          | 01:18                      | 1                          |

## Platzierung 5 – 8
| In dieser Gruppe spielten die beiden Zweiten der Gruppe A und B, sowie der Dritte und Vierte der Gruppe C um die Plätze 5 bis 8. |  |                         |      |  |
| 3. Dezember |  | Neuseeland – Singapur   | 13:0 |  |
| |  | Australien – Belgien    | 2:2  |  |
| 4. Dezember |  | Australien – Neuseeland | 1:0  |  |
| |  | Belgien – Singapur      | 5:0  |  |
| 6. Dezember |  | Australien – Singapur   | 5:0  |  |
| |  | Neuseeland – Belgien    | 3:2  |  |

| Tabelle Platzierung 5 – 8 | Tabelle Platzierung 5 – 8 | Tabelle Platzierung 5 – 8 | Tabelle Platzierung 5 – 8 | Tabelle Platzierung 5 – 8 |
| Platz                     | Team                      | Spiele                    | Tore                      | Punkte                    |
| ------------------------- | ------------------------- | ------------------------- | ------------------------- | ------------------------- |
| 1.                        | Australien                | 3                         | 08:02                     | 5                         |
| 2.                        | Neuseeland                | 3                         | 16:03                     | 4                         |
| 3.                        | Belgien                   | 3                         | 09:05                     | 3                         |
| 4.                        | Singapur                  | 3                         | 00:23                     | 0                         |

## Finale
| Die Medaillen wurden im K.-o.-System ermittelt. |       |                              |           |                  |
| 3. Dezember                                     | 14:30 | Indien – Deutschland         | 1:0 (0:0) | Halbfinale       |
|                                                 | 16:00 | Pakistan – Großbritannien    | 3:2 (3:1) | Halbfinale       |
| 6. Dezember                                     | 14:30 | Deutschland – Großbritannien | 3:1 (2:1) | Spiel um Platz 3 |
|                                                 | 16:00 | Indien – Pakistan            | 1:0 (0:0) | Endspiel         |

| Rangliste | Rangliste      |
| Platz     | Team           |
| --------- | -------------- |
| 1.        | Indien         |
| 2.        | Pakistan       |
| 3.        | Deutschland    |
| 4.        | Großbritannien |
| 5.        | Australien     |
| 6.        | Neuseeland     |
| 7.        | Belgien        |
| 8.        | Singapur       |
| 9.        | Malaya         |
| 10.       | Kenia          |
| 11.       | USA            |
| 12.       | Afghanistan    |

## Medaillengewinner
| | | | 4 |
| Indien | Pakistan | Deutschland | Großbritannien |
| --- | --- | --- | --- |
| Leslie Claudius Ranganandhan Francis Haripal Kaushik Amir Kumar Raghbir Lal Shankar Laxman Govind Perumal Amit Singh Bakshish Sandu Singh Balbir Singh Balkrishan Singh Gurdev Singh Hardayal Singh Udham Singh Raghbir Singh Bhola Randhir Singh Gentle Charles Stephen | Abdul Hamid Nasir Ahmad Anwar Ahmad Khan Hussein Akhtar Noor Alam Manzoor Hussain Atif Naseer Bunda Munir Ahmad Dar Zakir Hussain Qazi Massarrat Hussain Ghulam Rasul Habibur Rehman Latifur Rehman Mutih Ullah | Günther Brennecke Hugo Budinger Werner Delmes Hugo Dollheiser Eberhard Ferstl Alfred Lücker Franz Nikodem Helmut Nonn Wolfgang Nonn Hans Plaß Heinz Radzikowski Harry Reuff Werner Rosenbaum Karl-Heinz „Zam“ Schmidt Günther Ullerich | David Douglas Archer Denys John Carnill John Ashley Cockett John Valentine Conroy Geoffrey Michael Cutter Colin Henry Dale Francis Howard Davis Michael Owen Doughty Neil Millward Forster Stephen Henry Johnson Anthony John Robinson Frederick Hugh Scott John Anthony Strover David Frederick Thomas |